# Buket Krueng
Buket Krueng is een bestuurslaag in het regentschap Aceh Utara van de provincie Atjeh, Indonesië. Buket Krueng telt 193 inwoners (volkstelling 2010).